# ديفين فارغاس
ديفين فارغاس (بالإنجليزية: Devin Vargas)‏ (مواليد 25 ديسمبر 1981) هو ملاكم أمريكي، مثّل بلاده في الألعاب الأولمبية الصيفية 2004.

## روابط خارجية
ديفين فارغاس على موقع بوكس ريك (الإنجليزية) (registration required)
- ديفين فارغاس على موقع أوليمبيديا (الإنجليزية)